# Адельгейда Гогенлое-Лангенбурзька
Адельгейда Гогенлое-Лангенбурзька (нім. Adelheid zu Hohenlohe-Langenburg; 20 липня 1835 — 25 січня 1900) — принцеса Гогенлое-Лангенбурзька, донька князя Ернста I Гогенлое-Лангенбурзького та принцеси Лейнінгенської Феодори, дружина герцога Шлезвіг-Гольштейнського Фредеріка VIII, матір імператриці Августи-Вікторії.

## Біографія
Адельгейда з'явилася на світ 20 липня 1835 року в Лангенбурзі. Вона була п'ятою дитиною та другою донькою в родині князя Гогенлое-Лангенбурзького Ернста I та його дружини Феодори Лейнінгенської. Дівчинка мала старшу сестру Елізу та братів Карла, Германа і Віктора. За чотири роки у неї з'явилася молодша сестра Феодора.
Батько належав до медіатизованої аристократії, був президентом Верхньої палати Вюртемберзького ландтагу, що робило його одним із найвпливовіших людей у Вюртемберзі.

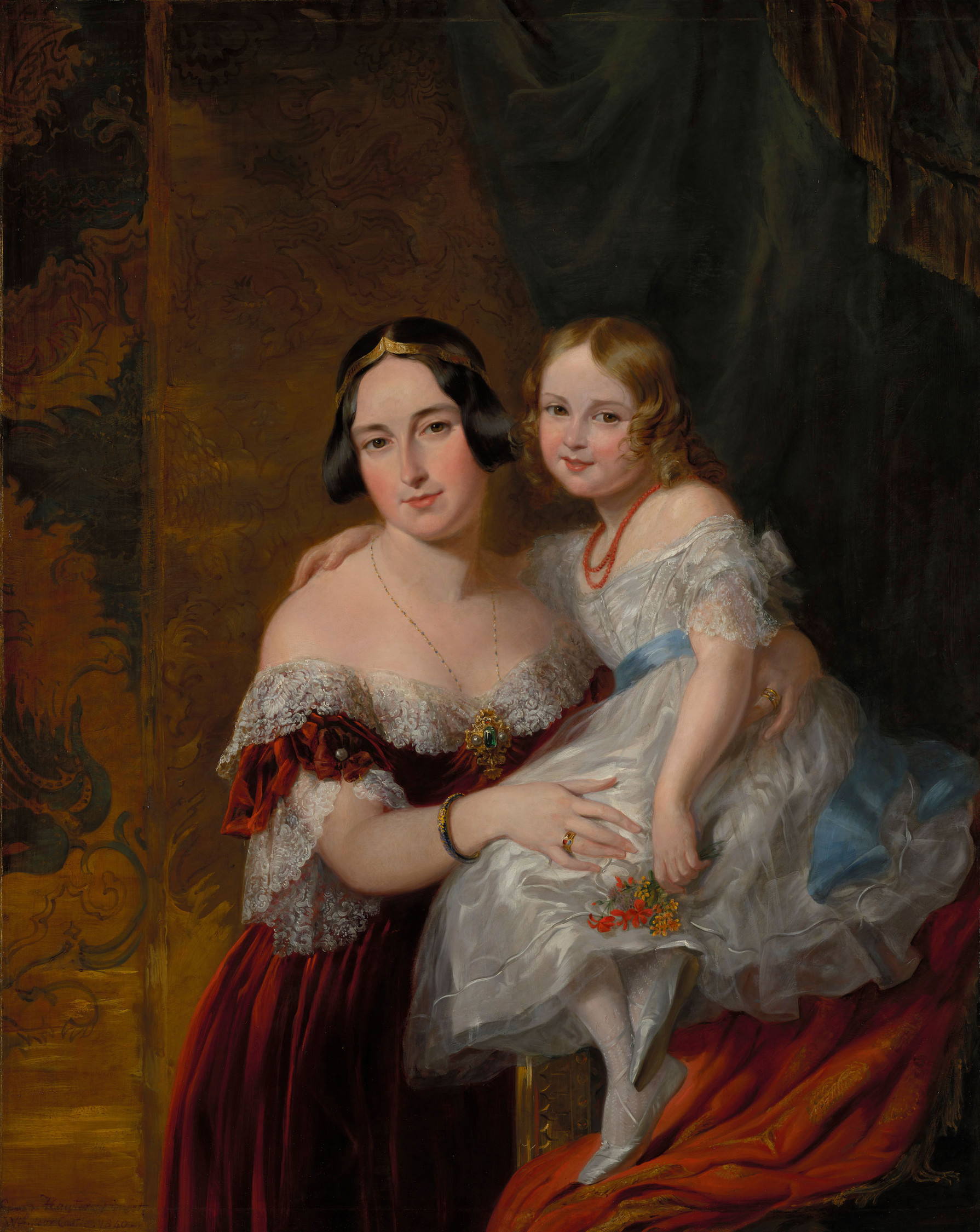
Портрет Адельгейди із матір'ю пензля сера Джорджа Хейтера, 1840

У 1852 році Адельгейда отримала шлюбну пропозицію від імператора французів Наполеона III. Перед цим він отримав відмову від шведської принцеси Кароли. Бонапарт ніколи не бачив дівчини, проте цей союз забезпечив би респектабельність його династії та сприяв би більш тісному союзу між Францією та Великою Британією, оскільки Адельгейда була небогою королеви Вікторії. З іншого боку, потенційна наречена була офіційно німецькою принцесою неправлячого дому, а не повноправним членом британської королівської сім'ї, тож ризик відмови був невеликим, і можна було очікувати, що дівчина буде вдячна за можливість стати імператрицею. Такі перспективи дійсно справили враження на Адельгейду і вона була рада погодитися. Проте батьки, в той час як британський двір зберігав мовчання з цього приводу, розцінили це як незадоволення і відмовили імператору. Той більше спроб не робив і у січні 1853 одружився із Євгенією де Монтіхо.
Адельгейда вийшла заміж у 21-річному віці за 27-річного німецько-данського принца Фредеріка з Ольденбурзького дому. Шлюб був ініційований герцогом Саксен-Кобург-Готи Ернстом II. Весілля відбулося 11 вересня 1856 року в Лангенбурзі. Резиденцією пари став маєток Gut Dolzig у Нижній Лужиці, де вони вели провінційне життя. Шлюб виявився гармонійним. У подружжя було семеро дітей.
16 листопада 1863 року її чоловік проголосив себе герцогом Шлезвігу та Гольштейну Фредеріком VIII. Саксен-Кобург-Гота та кілька інших німецьких малих держав визнали його права. Сейм Німецького союзу зажадав передачі Шлезвига і Гольштейна Фредеріку, і в грудні 1863 послані ним війська вступили до Гольштейну. Данські війська без бою відступили у Шлезвіг. Герцогства були оголошені спільними володіннями Пруссії та Австрії. Певний час сімейство мешкало в Кілі. Але у 1867 землі остаточно були аннексовані Пруссією. Адельгейда із дітьми залишила Кіль 24 травня 1867 року.
Фредерік надалі жив як приватна особа. Родина мешкала в Готі, а після смерті Крістіана Августенбурга у 1869 році, переїхала до замку Прімкенау у Нижній Силезії, до якого згодом долучила багаті мисливські угіддя. Втім, на зиму все одно поверталися до Готи. Сімейству також належали замок грастен в Ютландії та ферма у Швеції. Чоловік Адельгейди заохочував розвиток знайомства прусського принца Вільгельма та їхньої доньки Августи. Зрештою, він помер у січні 1880 року, а за місяць молоді люди заручилися.
Вінчання Августи та Вільгельма відбулося у лютому 1881 року. Герцогиня невдовзі після весілля доньки перебралася до Дрездену, де почала цікавитися музикою та живописом. Мешкала на Мюнхенській вулиці, 2.
Пішла з життя 25 січня 1900 року в Дрездені. Похована поруч із чоловіком на герцогському цвинтарі у Прімкенау.

## Родина
Чоловік — Фрідріх VIII
Діти:
- Фрідріх (1857—1858) — прожив 1 рік;

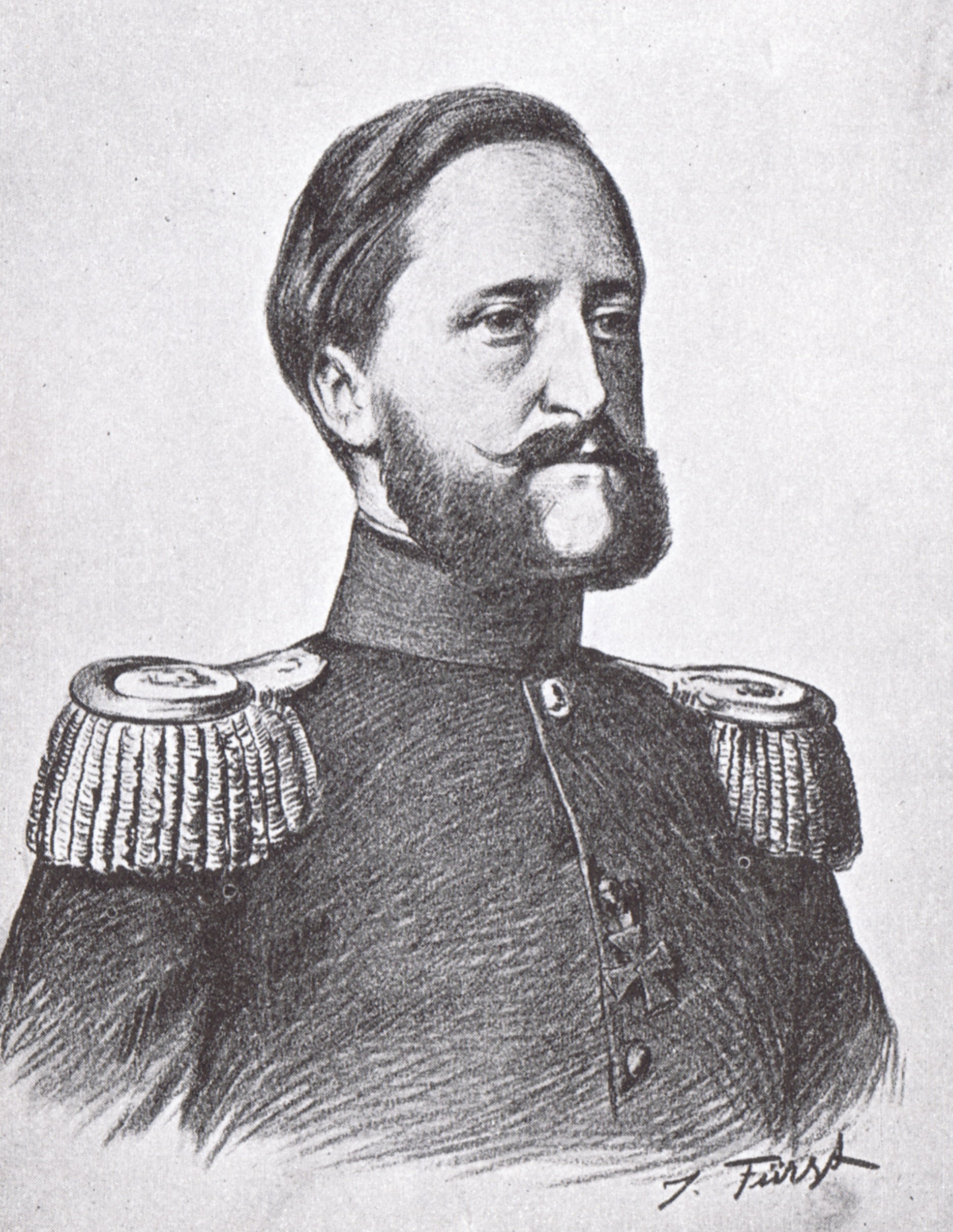
Фрідріх VIII

- Августа Вікторія (1858—1921) — дружина імператора Німецької імперії Вільгельма II, мала семеро дітей;
- Кароліна Матильда (1860—1932) — дружина герцога Шлезвіг-Гольштейн-Зондербург-Глюксбурзького Фрідріха Фердинанда, мала шестеро дітей;
- Герхард (20 січня—11 квітня 1862) — прожив 3 місяці;
- Ернст Гюнтер (1863—1921) — наступний герцог Шлезвіг-Гольштейнський, був одружений із принцесою Доротеєю Саксен-Кобург-Готською, дітей не мав;[14]
- Луїза Софія (1866—1922) — дружина прусського принца Фрідріха Леопольда, мала четверо дітей;
- Феодора Адельгейда (1874—1910) — письменниця та художниця, одружена не була, дітей не мала.

## Кіновтілення
- У британському телесеріалі «Вікторія» 2016 року режисера Дейзі Гудвін роль Адельгейди виконує Еллен Еванс.[15]